# Czesław Tanana
Czesław Bonifacy Tanana (ur. 30 września 1923 w m. Nowaki, pow. sarneński, woj. wołyńskie, zm. 27 kwietnia 1982) – pułkownik pilot Wojska Polskiego.

## Życiorys
W kwietniu 1951 r. w Warszawie odbył przeszkolenie na samolotach Jak-23. W sierpniu 1951 r. objął stanowisko dowódcy eskadry w 13. pułku lotnictwa myśliwskiego. Od 18 grudnia 1952 r. do 24 listopada 1953 r. dowodził 3 pułkiem lotnictwa myśliwskiego, a od 22 października 1954 r. do 17 maja 1956 r. – 6 Dywizją Lotnictwa Myśliwskiego. W 1955 r. odbył przeszkolenie w Lipiecku na samolotach MiG-17 PF.
Od 15 lipca 1956 r. do 3 sierpnia 1971 r. pełnił służbę w Zarządzie II Sztabu Generalnego Wojska Polskiego. Po ukończeniu kursu specjalnego od 27 grudnia 1956 był zastępcą attaché wojskowego w Waszyngtonie, następnie na różnych stanowiskach – od starszego pomocnika Kierownika Sekcji do starszego radcy do spraw językowych w Zarządzie II SG.
Od 3 września 1967 ponownie zastępca attaché wojskowego – w Londynie, do 3 grudnia 1969. Następnie ponownie w Zarządzie II SG do zakończenia służby na stanowisku starszego pomocnika Szefa Oddziału w stopniu pułkownika w dniu 3 sierpnia 1971.
Pochowany na wojskowych Powązkach (kwatera F-10-13).